# ジュゼッペ・ヤペッリ
ジュゼッペ・ヤペッリ（Giuseppe Jappelli、1783年5月14日 - 1852年5月8日）は19世紀に活躍した当時イタリアで指導的なロマン主義建築家であり、かつ造園家。イタリアではまれである折衷主義者でもあった。
作風は非常に優雅な新古典主義を用いた1816年のパドヴァのカフェ・ペドロッキに始まるが、1871年のサオナーラのヴィラ・ヴィゴダルゼレからバッラーディオのヴィラの無柱式の背面に由来する厳格な手法に転向した。
ついで、大胆なギリシア風の様式に転向し、パドヴァにドーリア式の屠殺場（1821年、今は美術学校になっている）を建てた。
フランスと英国を訪れた後、1837年、カフェ・ペドロッキにネオ・ゴシック様式の翼部を付加した。そして、1847年には、パドプァにネオ・ロココ様式のテアトロ・ヴェルディを建てた。
造園は、首尾一貫して英国の手法によっている。それらの多くはヴェネト地方（例、サオナーラ、カ・ミノット、ローザ）にある。もっとも立派なものは1840年のローマのヴィラ・トルロニアの庭園である。